# Ronde van Italië voor vrouwen 1998
De Ronde van Italië voor vrouwen 1998 (Italiaans: Giro d'Italia Donne 1998) werd verreden van woensdag 1 juli tot en met zondag 12 juli in Italië. Het was de negende editie van de rittenkoers, die van de UCI de classificatie categorie 2.1 had meegekregen. De ronde telde dertien etappes. Titelverdedigster was de Italiaanse Fabiana Luperini, die de ronde driemaal op rij (1995-1997) had gewonnen. In totaal gingen 112 rensters van start, van wie er 86 de eindstreep bereikten.

## Etappe-overzicht
| etappe | datum   | start               | finish          | afstand  | winnaar          | klassementsleider |
| ------ | ------- | ------------------- | --------------- | -------- | ---------------- | ----------------- |
| 1e     | 1 juli  | Cagliari            | Cagliari        | 96,3 km  | Greta Zocca      | Greta Zocca       |
| 2e     | 2 juli  | Sardara             | Arborea         | 100 km   | Greta Zocca      | Greta Zocca       |
| 3e     | 3 juli  | Macomer             | Macomer         | 68 km    | Diana Žiliūtė    | Sara Felloni      |
| 4e     | 4 juli  | Civitavecchia       | Civitavecchia   | 80,5 km  | Anna Wilson      | Sara Felloni      |
| 5e     | 5 juli  | Pontedera           | Monte Serra     | 106.8 km | Fabiana Luperini | Fabiana Luperini  |
| 6e     | 6 juli  | Cascia              | Assisi          | 99 km    | Fabiana Luperini | Fabiana Luperini  |
| 7e (A) | 7 juli  | Novellara           | Correggio       | 85,2 km  | Anna Wilson      | Fabiana Luperini  |
| 7e (B) | 7 juli  | Rio Saliceto        | Correggio       | 15,8 km  | Linda Jackson    | Linda Jackson     |
| 8e     | 8 juli  | Casalecchio di Reno | Imola           | 116 km   | Luisa Pegoraro   | Marion Clignet    |
| 9e     | 9 juli  | Predazzo            | Passo Pordoi    | 95 km    | Fabiana Luperini | Fabiana Luperini  |
| 10e    | 10 juli | Bibione             | Bibione         | 97,5 km  | Anna Wilson      | Fabiana Luperini  |
| 11e    | 11 juli | Longarone           | Tambre d'Alpago | 97,3 km  | Pia Sundstedt    | Fabiana Luperini  |
| 12e    | 12 juli | Conegliano          | Vittorio Veneto | 116 km   | Greta Zocca      | Fabiana Luperini  |

## Eindklassementen
| Plaats    | Naam                   | Ploeg                  | Tijd      |
| --------- | ---------------------- | ---------------------- | --------- |
| Roze trui | Fabiana Luperini       | Mimosa Sprint          | 30u33'18" |
| 2         | Linda Jackson          | Saeco-Timex            | +02' 22"  |
| 3         | Barbara Heeb           | Acca Due O Lorena      | +03' 13"  |
| 4         | Edita Pučinskaitė      | Acca Due O Lorena      | +05' 10"  |
| 5         | Pia Sundstedt          | Mimosa Sprint          | +06' 01"  |
| 6         | Joane Somarriba        | Vittorio Veneto Sprint | +06' 40"  |
| 7         | Alessandra Cappellotto | Acca Due O Lorena      | +06' 59"  |
| 8         | Barbara Bandini        | Edelsavino Mista       | +07' 01"  |
| 9         | Valentina Polkhanova   | Edelsavino Mista       | +10' 46"  |
| 10        | Imelda Chiappa         | Edelsavino Mista       | +11' 08"  |

| Plaats      | Naam         | Ploeg             | Punten |
| ----------- | ------------ | ----------------- | ------ |
| Paarse trui | Anna Wilson  | AIS               | 140    |
| 2           | Barbara Heeb | Acca Due O Lorena | 117    |
| 3           | Sara Felloni | Edelsavino Mista  | 115    |

| Plaats     | Naam          | Ploeg           | Tijd |
| ---------- | ------------- | --------------- | ---- |
| Witte trui | Cindy Pieters | Vlaanderen 2002 |      |
| 2          |               |                 |      |
| 3          |               |                 |      |